# Бжозовский, Станислав
Станислав Леопольд Бжозовский (пол. Stanisław Leopold Brzozowski, иногда — Бржозовский, 28 июня 1878 — 30 апреля 1911) — польский писатель, литературный критик и «философ труда», чьи взгляды складывались под влиянием Лабриолы, Сореля, Ницше и Бергсона.

## Биография
Сын помещика. Учился в Варшавском университете, в 1898 был исключён за участие в студенческих волнениях.
Был близок к социал-демократам, его статьи и книги пользовались большой популярностью среди социалистических кругов Польши. Интерпретировал Маркса в духе анархизма, сорелизма, ницшеанства и буржуазного индивидуализма. В студенческие годы при аресте дал откровенные показания. После революции 1905 года сблизился с социал-патриотами и неокатоликами.
Благодаря сведениям, полученным Владимиром Бурцевым от Михаила Бакая, в 1910 году был созван Межпартийный суд, который осудил Бжозовского за написание обзоров для охранки. Однако даже после этого различные представители литературного мира Польши продолжали его защищать. Умер во Флоренции и похоронен по католическому обряду.
Современные польские авторы (Чеслав Милош, Лешек Колаковский, Анджей Валицкий) указывают, что некоторые неизвестные широкому кругу интерпретации марксизма Бжозовским предвосхитили позднейшие труды Дьёрдя Лукача и Антонио Грамши. В 2005 году была основана «Ассоциация Станислава Бжозовского», издающая основанный в 2002 году левый журнал «Политическая критика» («Krytyka Polityczna»).

## Сочинения
- Бржозовский С. Зарево = Płomienie. / Пер. Евг. Троповского, предисл. Евг. Колосова. — Петербург ; Москва : Гос. изд-во, 1923. — 574 с.